# Джеймс Ломенцо
Джеймс Ломенцо (англ. James LoMenzo);нар. 13 січня 1959) — американський бас-гітарист, який грав у багатьох відомих метал- і хард-рок гуртах.

## Перші гурти
Наприкінці 1970-х років Джеймс був басистом та вокалістом бруклінського рок-гурту з елементами джазу Empty Sky, до складу якого входили Роберт Літтера (соло-гітара), Джулі Понтекорво (труба), Марко Лагана (тромбон), Френк Бонанно (саксофон), Оскар Олівера (ударні), Вінсент Чиріко (ритм-гітара) і Джон Буккеллато (синтезатор). Незважаючи на свою молодість, гурт швидко став знаменитим, але незабаром розпався, і всі його учасники зайнялися іншими проектами.
Після цього Ломенцо грав на басу в хард-рок гуртові Clockwork з 1980 по 1983 роки. Потім він опинився в гурті Боббі Рондінеллі, поки не перейшов в White Lion в 1984, де грав аж до 1991 року.
Пізніше брав участь в сайд-проекті Закка Вайлда Pride & Glory, в якому записав однойменний альбом 1994 року. Незважаючи на відхід з гурту протягом туру, він допоміг у записі сольного альбому Вайлда Book of Shadows (1996).
Джеймс брав участь у записі альбому Оззі Осборна 1994 року, але записи з його участю не були використані, і на наступний рік Озборн набрав інших музикантів для перезапису.
В 1995 році Ломенцо разом з ударником Pride & Glory Браяном Тічі вступають у гурт Slash's Snakepit як сесійні музиканти на час проведення концертного туру.
Також він був учасником гурту Девіда Лі Рота наприкінці 90-х — початку 2000-х та записав, перебуваючи в ньому, альбом Diamond Dave.
У 2004 році Зак Вайлд бере його в свій гурт Black Label Society, де Ломенцо пробув аж до жовтня 2005 року, поки не був замінений їх постійним басистом Джоном де Сервіо.
Джеймс також є учасником гурту Hideous Sun Demons.
У 2010-му році заміняв загиблого басиста Пола Грея в концертному гурті Hail! (Тім Овенс, Пол Бостаф, Андреас Кіссер, Джеймс Ломенцо). Тур проходив у всьому світі.

## Megadeth
10 лютого 2006 року Джеймс Ломенцо офіційно став басистом американського треш-метал-гурту Megadeth. Гурт з ним у складі випустив два студійні альбоми: United Abominations та Endgame. 8 лютого 2010 року в Megadeth на місце Ломенцо повертається бас-гітарист першого складу Девід Еллефсон.

## Дискографія

### Рондінеллі
- Wardance (записаний в 1985, випущений в 1996)

### White Lion
- Pride (1987)
- Big Game (1989)
- Mane Attraction (1991)
- The Best Of (1992)

### Pride & Glory
- Pride & Glory (1994)

### Закк Вайлд
- Book of Shadows (1996)

### Девід Лі Рот
- Diamond Dave (2003)

### Black Label Society
- Hangover Music Vol. VI (2004)
- Mafia (2005)

### Megadeth
- United Abominations (2007)
- Endgame (2009)
- Blood in the Water: Live in San Diego (2010)

### Тім Оуенс
- Play My Game (2009)